# Аднан Хаџић
Аднан Хаџић (рођен 15. јануара 1988) је босанскохерцеговачки фудбалер. Тренутно игра за ФК Рудар Какањ. Раније је играо за ХШК Зрињски, од јуна 2009, Жељезничар и Слободу из које се вратио у Рудар у коме је и почео своју каријеру када је дебитовао за први тим са само 17. година. Рудар из Какња се тренутно такмичи у другом рангу такмичења у Босни. Андан је са Рударом потписао уговор на пола године. За време боравка у Слободи бранио је у квалификацијама за Лигу шампиона. Бранио је и за младу репрезентацију Босне и Херцеговине.